# Фицалан-Говард, Бернард, 16-й герцог Норфолк
Бернард Мармадьюк Фицалан-Говард (англ. Bernard Marmaduke Fitzalan-Howard; 30 мая 1908 — 31 января 1975) — британский аристократ, 16-й герцог Норфолк, 14-й граф Норфолк, 16-й граф Суррей и граф-маршал с 1917 года, кавалер ордена Подвязки. Участвовал во Второй мировой войне.

## Биография
Бернард Фицалан-Говард родился 30 мая 1908 года в замке Арундел (Западный Сассекс) и стал единственным сыном Генри Фицалан-Говарда, 15-го герцога Норфолка, от второго брака с Гвендолен Констебль-Максвелл, 12-й леди Харриес из Терреглса. При жизни отца Бернард носил титул учтивости граф Арундел и Суррей. 11 февраля 1917 года, после смерти отца, он унаследовал родовые титулы и владения, став 16-м герцогом Норфолком, графом-маршалом Англии и членом Палаты лордов Великобритании. 28 августа 1945 года, после смерти матери, Бернард унаследовал титул 14-го лорда Харриес из Терреглса (Пэрство Шотландии).
Герцог получил образование в Школе ораторианцев в Вудкоуте (Оксфордшир) и был зачислен в Королевскую конную гвардию в 1931 году. В 1933 году он ушёл в отставку, в 1934 вступил в 4-й батальон Королевского Суссекского полка территориальной армии, в 1939 получил звание майора. Фицалан-Говард участвовал в битве за Францию (1940), во время которой был эвакуирован на родину по болезни. Впоследствии он занимал пост парламентского секретаря Совета по сельскому хозяйству и рыболовству в кабинете Уинстона Черчилля с февраля 1941 по июнь 1945 года. В 1945 году герцог стал заместителем Лорда-лейтенанта Сассекса, в 1949 — лордом-лейтенантом этого графства, в 1974 — лордом-лейтенантом Западного Сассекса.
С 1936 года герцог заседал в Тайном совете Соединенного Королевства. Как наследственный граф-маршал Англии, он организовал коронацию Георга VI и его жены в 1937 году, коронацию Елизаветы II в 1952 году, похороны Уинстона Черчилля в 1965 году, инвеституру принца Чарльза в качестве принца Уэльского в 1969 году. В 1937 году Фицалан-Говард стал кавалером ордена Подвязки, в 1946 — рыцарем Большого креста Королевского Викторианского ордена, в 1968 — рыцарем Большого креста ордена Британской империи.
Сэр Бернард был страстным поклонником крикета и менеджером английской команды по крикету в Австралии в 1962—1963 годах, что вызвало большой интерес прессы. Герцог умер 31 января 1975 года и был похоронен в часовне Фицалан в западной части замка Арундел в Сассексе.

## Семья
27 января 1937 года герцог Норфолк женился на Лавинии Мэри Стратт, дочери Элджернона Стратта, 3-го барона Белпера, и Евы Изабель Марион Брюс. В этом браке родились четыре дочери:
- Энн Элизабет (12 июня 1938 — 23 ноября 2014), 14-я леди Харриес из Терреглса, жена Майкла Колина Каудри, барона Каудри из Тонбриджа[1][3];
- Мэри Кэтрин (14 августа 1940 — 7 апреля 2017), 15-я леди Харриес из Терреглса, жена полковника Энтони Мамфорда[1][4];
- Сара Маргарет (23 июня 1941 — 14 июня 2015), жена Найджела Клаттона[1][5];
- Тереза Джейн (родилась 24 июня 1945), 16-я леди Херрис из Терреглса, жена Майкла Эндрю Фостера Джуда Керра, 13-го маркиза Лотиана[6].

После смерти 16-го герцога семейные титулы перешли к его троюродному брату Майлзу Стэплтону Фицалану-Говарду, 12-му барону Бомонту и 4-му барону Говарду из Глоссопа. Лордство Харриес из Терреглса унаследовала старшая дочь сэра Бернарда.